# Metropolia Montrealu
Metropolia Montrealu – metropolia Kościoła rzymskokatolickiego we wschodniej Kanadzie w prowincji Quebec. Obejmuje metropolitalną archidiecezję Montrealu i cztery diecezje. Została ustanowiona 8 czerwca 1886 roku.
W skład metropolii wchodzą:
- Archidiecezja Montrealu
- Diecezja Joliette
- Diecezja Saint-Jean-Longueuil
- Diecezja Saint-Jérôme-Mont-Laurier
- Diecezja Valleyfield